# Schwan (Familienname)
Schwan ist ein deutscher Familienname.

## Herkunft und Bedeutung
Schwan ist entweder ein Über- oder ein Wohnstättenname. Als Übername bezeichnete er eine anmutige, sich würdevoll bewegende oder eine langhalsige oder eine besonders reine, treue Person. Als Wohnstättenname bezeichnete er jemanden, der in oder nahe bei einem Haus mit dem Namen (Zum) Schwan oder einem Haus mit dem Schwan als Wappentier oder Hauszeichen wohnte.

## Namensträger
- Alexander Schwan (1931–1989), deutscher Politikwissenschaftler
- Anton Schwan (1903–1964), deutscher Politiker
- Carl Daniel Schwan (1815–1882), Mitglied des nassauischen Kommunallandtags
- Christian Friedrich Schwan (1733–1815), deutscher Verleger und Buchhändler
- Eduard Schwan (1858–1893), deutscher Romanist
- Eggert Schwan (* 1938), deutscher Staatsrechtler und Hochschullehrer
- Egon Schwan (* 1930), deutscher Fußballspieler
- Erich Philipp von Schwan (um 1660–1738), auch: von Swan und von Swaan; Kurfürstlich Hannoverscher Generalmajor und Stadtkommandant von Hann. Münden, siehe Erich Philipp von Schwaan
- Gesine Schwan (* 1943), deutsche Hochschullehrerin, Kandidatin der SPD für das Amt der Bundespräsidentin im Jahr 2004 und 2009
- Hartmut Schwan (* 1951), deutscher Richter und Honorarprofessor
- Heinrich Christian Schwan (1819–1905), deutsch-amerikanischer lutherischer Theologe
- Heribert Schwan (* 1944), deutscher Schriftsteller und Autor
- Ivyann Schwan (* 1983), US-amerikanische Schauspielerin
- Johann Friedrich Schwan (1729–1760), deutscher Räuberhauptmann
- Johannes V. Schwan († 1540), deutscher Stiftspropst von Heidenfeld
- Michael Albrecht von Schwan (1629–1677), mecklenburgischer Geheimer Rat, Amtshauptmann und Gesandter
- Michael Schwan (* 1939), deutscher Ruderer
- Olof Schwan (1744–1812), schwedischer Orgelbauer
- Robert Schwan (1921–2002), deutscher Fußballmanager
- Severin Schwan (* 1967), Pharmamanager
- Stephan Schwan (* 1960), deutscher Psychologe
- Theodore Schwan (1841–1926), US-amerikanischer General
- Werner Schwan (1917–2002), deutscher Geologe
- Wilhelm Schwan (1884–1960), deutscher Politiker (KPD)
- Wilhelm Schwan (Kupferstecher), deutscher Kupferstecher
- Wolf Schwan (* 1913), deutscher Kameramann